# 三木郵便局 (兵庫県)
三木郵便局（みきゆうびんきょく）は、兵庫県三木市にある郵便局。民営化前の分類では集配普通郵便局であった。

## 概要
住所：〒673-0499 兵庫県三木市別所町小林宿谷北657-8
所在地は三木市であるが、近隣の神戸市西区神出地区からの利用者も多い。

## 沿革
- 1872年（明治5年）旧7月 - 三木町（みきまち）郵便取扱所として開設[1]。
- 1875年（明治8年）1月1日 - 三木町郵便局（五等）となる。
- 1881年（明治14年）1月1日 - 三木郵便局に改称。同年11月より貯金取扱を開始。
- 1882年（明治15年）5月 - 為替取扱を開始。
- 1895年（明治28年）3月16日 - 三木郵便電信局となる。
- 1903年（明治36年）4月1日 - 通信官署官制の施行に伴い三木郵便局となる。
- 1967年（昭和42年）9月24日 - 和文電報受付および電話通話事務を開始[2]。
- 1969年（昭和44年）12月1日 - 三木市本町二丁目から同市末広三丁目に移転。
- 1999年（平成11年） - 外国通貨の両替および旅行小切手の売買に関する業務取扱を開始。
- 2001年（平成13年）10月29日 - 三木市末広三丁目8-47から、同市別所町小林宿谷北657-8に局舎を新築、移転。旧局舎を利用して三木末広郵便局（〒673-0403）が設置された。三木南郵便局[3]（〒673-0599→〒673-0551）から集配業務を移管。
- 2006年（平成18年）4月3日 - 豊地郵便局（〒673-0799→〒673-0713）から集配業務を移管[4]。
- 2007年（平成19年）10月1日 - 民営化に伴い、併設された郵便事業三木支店に一部業務を移管。
- 2012年（平成24年）10月1日 - 日本郵便株式会社発足に伴い、郵便事業三木支店を三木郵便局に統合。

## 取扱内容
- 郵便、印紙、ゆうパック、内容証明
- 貯金、為替、振替、振込、国際送金、外貨両替・トラベラーズチェック、国債、投資信託
- 生命保険、バイク自賠責保険、自動車保険、がん保険、引受条件緩和型医療保険
- 地方公共団体事務（兵庫県住宅再建共済基金利用申込取次事務）
- ゆうちょ銀行ATM
- 旧吉川町区域も含む三木市内全域（〒673-04、673-05、673-07、673-11、673-12で始まる地域）の集配業務
- ゆうゆう窓口

## 周辺
- 兵庫県立三木東高等学校
- 兵庫県立三木山森林公園

## アクセス
- 神戸電鉄粟生線 志染駅より西へ徒歩約12分
- 神姫ゾーンバス（旧みっきぃバス） 三木郵便局前停留所下車すぐ（平日のみの運行）
- 山陽自動車道 三木東ICから南西に、もしくは三木小野ICから南東にそれぞれ約5km
- 兵庫県道22号神戸三木線沿い
- 駐車場あり：15台